# Artūras Valeika
Artūras Valeika (Vilna, 11 de agosto de 1985) es un jugador profesional de baloncesto de nacionalidad lituana que juega en el CBet Jonava de la LKL rumana.

## Biografía
Se formó como jugador en las universidades estadounidenses de Midland College (2004-06) y de Weber State (2006-08) a las que llegó siendo internacional con las categorías inferiores de la Selección de baloncesto de Lituania.
En 2008 regresó a Europa tras fichar por el Eisbaeren Bremerhaven de la Bundesliga alemana y la temporada siguiente (la 2009/10) pasó a formar parte de la plantilla del SK Valmiera de la liga letona donde sufrió una grave lesión de rodilla que le mantuvo varios meses alejado de las canchas de juego. Hasta la lesión el jugador había firmado unos números de 13, 2 puntos y 8 rebotes.
La temporada 2010/11 la inició con dos breves estancias en clubes de su país natal; el Alytus Alita y el Perlas Vilnius para posteriormente regresar al SK Valmiera donde se convirtió en uno de sus jugadores más destacados con 12,4 puntos y 8,7 rebotes en la liga doméstica y 11,7 puntos, 8,1 rebotes en la Liga Báltica. A finales de febrero de 2011 se confirmó su fichaje por el Cáceres Creativa de la liga LEB Oro, la segunda en importancia del baloncesto español.